# 三聚氰酸
三聚氰酸（化学式：(CNOH)3）是一个三嗪类有机化合物。它是白色無味的固體，被用作漂白水、殺菌劑和除草劑的成分或生产原料。1997年，全球產量超過1.6億公斤。
其他名称：氰尿酸、异氰脲酸、异氰尿酸、2,4,6-三羟基均三嗪、2,4,6-三羥基-1,3,5-三嗪、对称三羟基三氮杂苯、S-三嗪-2,4,6-三醇、1,3,5-三嗪-2,4,6-(1H,3H,5H)三酮。

## 性质
白色结晶，无气味，味道微苦。微溶于冷水，溶于热水、热醇、吡啶、浓硫酸及盐酸而不分解，也溶于氢氧化钾和氢氧化钠水溶液，不溶于醚、苯、氯仿和丙酮。
三聚氰酸是氰酸（HOCN）的环状三聚体，又稱「氰尿酸」，属于三嗪类。它有多个互变异构体，包括右上图所示的三酚形式和三酮形式。用X射线分析固体三聚氰酸，以及通过紫外、红外光谱剖析表明，三聚氰酸分子主要是以三酮形式存在，溶液中单羟基形式也可以少量存在。

### 衍生物
- 三个羟基有酚羟基性质，因此可以被碱脱去质子生成三种三聚氰酸盐：

{\displaystyle {\rm {[C(O)NH]_{3}{\overrightarrow {\leftarrow }}[C(O)NH]_{2}[C(O)N]^{-}+H^{+},K_{a}=10^{-7}\,}}}
{\displaystyle {\rm {[C(O)NH]_{2}[C(O)N]^{-}{\overrightarrow {\leftarrow }}[C(O)NH][C(O)N]_{2}^{2-}+H^{+},K_{a}=10^{-11}\,}}}
{\displaystyle {\rm {[C(O)NH][C(O)N]_{2}^{2-}{\overrightarrow {\leftarrow }}[C(O)N]_{3}^{3-}+H^{+},K_{a}=10^{-14}\,}}}
- 三聚氰酸约在330°C时发生解聚，生成氰酸和异氰酸。与五氯化磷作用生成三聚氰氯「（ClNC）3」。

- 三聚氰酸的含量可通过用含三聚氰胺的试剂来进行比浊度分析（濁度），水溶液中两者会定量生成难溶于水的氰尿酸三聚氰胺（英语：Melamine cyanurate）（縮寫「MCA」）白色精细颗粒。[4]

## 制备
三聚氰酸首先由弗里德里希·维勒于1829年通过尿素和尿酸的热分解制得。目前工业上三聚氰酸主要由175°C时尿素的聚合制取：
{\displaystyle {\rm {3H_{2}N\!-\!CO\!-\!NH_{2}\rightarrow [C(O)NH]_{3}+3NH_{3}\,}}}
从水中析出的三聚氰酸含有两分子结晶水，在空气中失水风化，加热至150°C时也会失去结晶水。从浓盐酸和硫酸中可以析出无水结晶。

## 用途
反刍类动物可消化三聚氰酸，因此三聚氰酸被广泛添加到动物饲料中。三聚氰酸是符合FDA标准的非蛋白氮类饲料添加剂，作为添加剂时三聚氰酸+三缩脲的最高含量不得超过30%。
三聚氰酸也用于合成氯代衍生物：三氯异氰脲酸、二氯异氰脲酸钠或钾，合成氰尿酸-甲醛树脂、环氧树脂、抗氧剂、涂料、粘合剂、农药除草剂、金属氰化缓蚀剂、高分子材料改性剂等及用于药物卤三羟嗪的生产。

## 毒性
三聚氰酸自身基本无毒。它对大鼠的经口半数致死剂量（LD50）为7700 mg/kg。但存在三聚氰胺时，两者会形成不溶于水的氰尿酸三聚氰胺，堵塞肾小管，造成肾脏衰竭（见下文）。

### 与三聚氰胺的关系

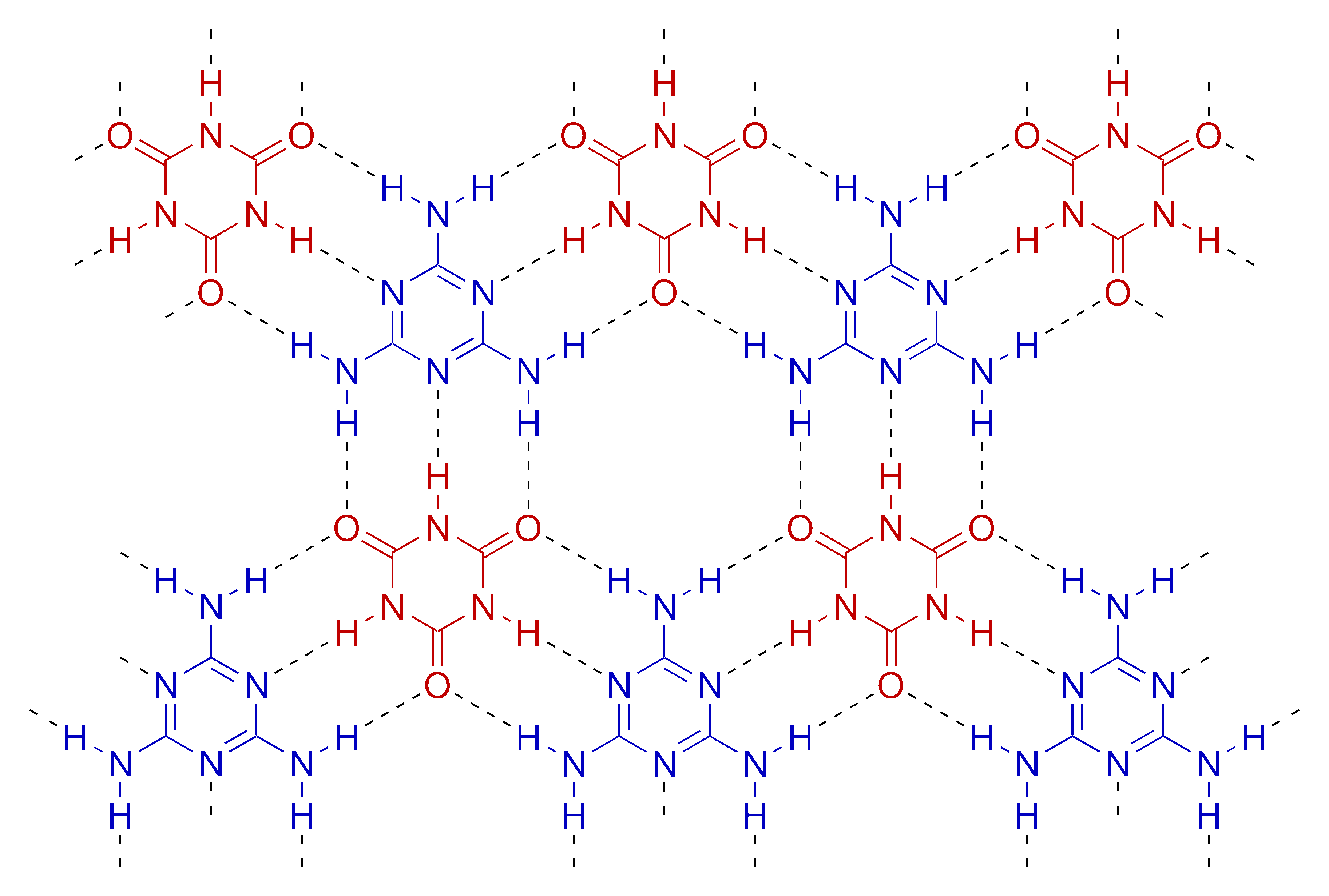
三聚氰胺（以蓝色表示）与三聚氰酸（以红色表示）依靠氢键作用（以虚线表示）生成的大分子复合物氰尿酸三聚氰胺2D示意图。

三聚氰胺在强酸或强碱水溶液中水解时，氨基逐步被羟基取代，先生成三聚氰酸二酰胺，进一步水解生成三聚氰酸一酰胺，最后生成三聚氰酸。三聚氰酸与三聚氰胺共存时，两者会依靠氢键作用生成稳定且难溶于水的大分子复合物氰尿酸三聚氰胺。当人体摄入三聚氰胺时，三聚氰胺中含有的少量氰尿酸三聚氰胺会被胃酸解离，导致复合物被破坏，三聚氰胺和三聚氰酸分别被吸收到血液中。另外，一部分三聚氰胺也会被水解为三聚氰酸，与未水解的三聚氰胺一起进入血液。
由于人体无法转化这两种物质，因此它们随血液被运送到肾脏准备排出体外时，由于肾脏的浓缩作用，这两种物质在血液中的含量增加，超过临界浓度，在肾小管中形成大量黄色粒状的氰尿酸三聚氰胺固体，致使肾小管的物理阻塞，尿液无法排出，从而最终导致肾脏衰竭。